# Colours of Gospel
Die Colours of Gospel sind ein 1998 in Mainz gegründeter und von Collins Nyandeje geleiteter Gospelchor; sie treten vorwiegend in Deutschland auf, sind seit 2004 gemeinnützig und konfessionell ungebunden.

## Chor
Der Chor besteht aus etwa 70 Sängerinnen und Sängern in der Besetzung SATB (Sopran, Alt, Tenor, Bass). Die Mitglieder stammen aus verschiedenen Regionen des Rhein-Main-Gebietes.
Optisch bildet die Chorgemeinschaft einen Regenbogen; analog der Tatsache, dass die Gospelsongs von diversen Komponisten rund um den Erdball stammen. Die Choreografie und die gesamte Darbietung soll die Konzertbesucher zum aktiven Mitsingen und Mittanzen animieren.

## Repertoire
Die Colours of Gospel interpretieren Gospelmusik  sehr vielfältig, indem sie auf ein breites Repertoire aus US-amerikanischen bis hin zu afrikanischen Gospel zurückgreifen, sowie auf christliche Chormusik, die im deutschen Lobpreis und Anbetung, englisch Worship genannt wird. Um diesen Lobpreis lebendig darzustellen, kommen häufig Solisten zum Einsatz. Bei Konzerten wird der Chor von der Band „Fools of Rhythm“ in der Besetzung Keyboard, E-Gitarre, E-Bass und Schlagzeug begleitet. Diese wird bei entsprechenden Räumlichkeiten durch ein Bläserensemble ergänzt.
Das Repertoire besteht meist aus traditionellen US-amerikanischen Gospels, Black Gospel, White Gospel und Negro Spiritual und afrikanischem Gospel, unter anderen von Sinach, die von Chorleiter Collins Nyandeje arrangiert werden. Aber auch zeitgenössische Ausprägungen in der Gospelszene wie der Latin Gospel aus dem Soundtrack des Films „The Gospel“ mit den songs: „He Reigns“ (Kirk Franklin), „Glorious“ und „Because of who you are“ (Martha Munizzi), „Friend of God“ (Israel Houghton), „Come Thou Almighty King“ (Timothy Wright) und „You Are Good“ (Kirk Franklin) werden aufgegriffen. Die Texte sind überwiegend in englischer Sprache.
Es ist das erklärte Ziel des Chores, durch die Dynamik und Kraft des Gospel den christlichen Glauben in Kirchen und Konzertsälen zu verkünden sowie gläubige und auch kirchenferne Konzertbesucher zu begeistern.

## Höhepunkte
- 20. Mainzer Gospelnacht in der Christuskirche (Mainz)
- 9. internationaler Gospelkirchentag in Karlsruhe 2018
- 8. internationaler Gospelkirchentag in Braunschweig 2016
- 2016 Begleitchor bei einem Konzert der „Alles dreht sich“ Tour von Stefan Gwildis in der Alten Oper
- 7. internationaler Gospelkirchentag in Kassel 2014
- 6. internationaler Gospelkirchentag in Dortmund 2012
- 5. internationaler Gospelkirchentag in Karlsruhe 2010
- 2008 Jubiläumskonzert mit dem vierfachen Grammy-Gewinner Edwin Hawkins, mit dessen Namen vor allem der Welthit „Oh Happy Day“ verbunden ist.
- 4. internationaler Gospelkirchentag in Hannover 2008
- Gospelkonzert als Beitrag des Bistums Mainz beim Hessentag  2007
- jährliche Gospelnacht in der Christuskirche (Mainz)
- Mitgestaltung des ökumenischen Eröffnungsgottesdienstes zur Fußball-Weltmeisterschaft 2006 in Frankfurt
- ökumenische Abschlussfeier anlässlich 25 Jahre Fernsehgottesdienst im ZDF
- Rheinland-Pfalz-Tag 2004 in Nierstein/Oppenheim und auf dem Hessentag 2004 in Heppenheim.
- Mitwirkung in der Live-Sendung „Kikania“ des Kinderkanal KI.KA, in welcher das Thema Gospel jungen Zuschauern erklärt und vorgestellt wurde.
- Fernsehauftritt in der Weihnachtsausgabe 2002 „Der fröhliche Weinberg“ beim SWR.
- Mitwirkung beim international bekannten Jazzfestival „Bingen swingt“
- Vorgruppe der Jackson Singers 1998 in Wiesbaden.
- Chorreisen nach Hamburg, Dijon, Mönchengladbach, Saarlouis; viele Auftritte auf Festivals und bei Kirchentagen.

## Diskografie
- 2013/14: Mitwirken auf den Samplern Gospel – Songs Against Poverty (2013) und Hessen Gospelt! (2014)
- 2009: Studio CD: All 4 You
- 2003: Live-Mitschnitt des Jubiläumskonzertes vom 8. November 2003 in der Christuskirche in Mainz: Gospels, Spiritual and more
- 2000: Studio CD: People get ready there’s a train it’s coming
- 1998: Precious Light